# Komyšany
Komyšany (ukrajinsky Комишани, rusky Камышаны – Kamyšany) jsou sídlo městského typu v Chersonské oblasti na Ukrajině. K roku 2014 měly přes sedm tisíc obyvatel.

## Poloha a doprava
Komyšany leží na pravé straně delty Dněpru přibližně jedenáct kilometrů od Chersonu, správního střediska oblasti, a přibližně šest kilometrů od Bilozerky.
Přímo severně od Komyšan leží Chersonské mezinárodní letiště, ale příjezd k němu je z druhé strany ze severu, od Čornobajivky. Nejbližší železniční stanice je v Chersonu.

## Dějiny
Komyšany byly založeny v roce 1801, ovšem do roku 1946 se nazývaly Arnautka (Арнаутка). Od roku 1963 mají status sídla městského typu.